# مارسلو لاروندو
مارسلو لاروندو (انگلیسی: Marcelo Larrondo؛ زادهٔ ۱۶ اوت ۱۹۸۸) بازیکن فوتبال اهل آرژانتین است.
از باشگاه‌هایی که در آن بازی کرده‌است می‌توان به باشگاه فوتبال ریور پلاته، باشگاه فوتبال اتلتیکو تیگره، باشگاه فوتبال تورینو، باشگاه فوتبال فیورنتینا، باشگاه فوتبال روبور سیه‌نا، و باشگاه فوتبال روساریو سنترال اشاره کرد.